# Frances Sternhagen
Frances Hussey Sternhagen (Washington D.C., 13 januari 1930 – New Rochelle (New York), 27 november 2023) was een Amerikaans actrice. Zij won een Tony Award in zowel 1974 (voor haar bijrol in het toneelstuk The Good Doctor) als 1995 (voor haar hoofdrol in het toneelstuk The Heiress). Tevens won ze in 1982 een Saturn Award voor de film Outland en werd ze meermaals genomineerd voor een Emmy Award voor haar wederkerende bijrol als Cliffs moeder Esther Clavin in Cheers.
Sternhagen debuteerde in 1967 op het witte doek als Charlotte Wolf in de boekverfilming Up the Down Staircase. Ze bouwde haar cv inmiddels uit tot meer dan twintig filmrollen, meer dan veertig inclusief die in televisiefilms. Daarnaast gaf ze gestalte aan wederkerende personages in verschillende televisieseries. Haar meest omvangrijke rollen hierin waren die als Millicent Carter in ER en die als Willie Ray Johnson in The Closer.
Sternhagen trouwde in 1956 met acteur Thomas A. Carlin, met wie ze zes kinderen kreeg. Ze bleven samen tot aan zijn dood in 1991. Van hun kinderen hebben Paul (onder meer Craig Le Winter in Ryan's Hope), Amanda (onder meer Dr. Long in Friends) en Tony (onder meer Tony in True Colors) ook werk als acteur achter hun naam staan.
Sternhagen werd 93 jaar oud.

## Filmografie
*Exclusief 15+ televisiefilms
| - And So It Goes (2014) - Julie & Julia (2009) - The Mist (2007) - Highway (2002) - The Laramie Project (2002) - The Rising Place (2001) - Landfall (2001) - Midnight Gospel (2000) - Curtain Call (1999) - Raising Cain (1992) - Walking the Dog (1991) - Doc Hollywood (1991) - Misery (1990) - Sibling Rivalry (1990) | - See You in the Morning (1989) - Communion (1989) - Bright Lights, Big City (1988) - Romantic Comedy (1983) - Independence Day (1983) - Outland (1981) - Starting Over (1979) - Fedora (1978) - Two People (1973) - The Hospital (1971) - The Tiger Makes Out (1967) - Up the Down Staircase (1967) |

## Televisieseries
*Exclusief eenmalige gastrollen
- The Closer - Willie Ray Johnson (2006-2012, zestien afleveringen)
- ER - Millicent Carter (1997-2003, negentien afleveringen)
- Sex and the City - Bunny MacDougal (2000-2002, tien afleveringen)
- Cheers - Esther Clavin (1986-1993, zeven afleveringen)
- Golden Years - Gina Williams (1991, zeven afleveringen)
- Spencer - Millie Sprague (1985, zeven afleveringen)

- Biblioteca Nacional de España: XX1260974
- Bibliothèque nationale de France: cb14028041n (data)
- Gemeinsame Normdatei: 1062187490
- International Standard Name Identifier: 0000 0000 7326 6222
- Library of Congress Control Number: no90008373
- Nationale Bibliotheek van Israël: 987007457598705171
- Nationale Bibliotheek van Polen: a0000001606084
- SNAC: w6z68kd1
- Système universitaire de documentation: 143217755
- Virtual International Authority File: 34656941
- WorldCat: E39PBJkp3JVPGDDGQ6YPg89CcP